# 1979 en Inde
Chronologie de l'Inde
- 1975
- 1976
- 1977
- 1978
- 1979
- 1980
- 1981
- 1982
- 1983

Cette page concerne les évènements survenus en 1979 en Inde :

## Évènement
- 11 août : Catastrophe de Morvi

## Cinéma
- 26e cérémonie des Filmfare Awards
- 25e cérémonie des National Film Awards (en)

- Sortie de film :
  - Debdas
  - Le Dieu éléphant
  - The Great Gambler
  - Un jour comme un autre

## Littérature
- Hatyapuri (en) de Satyajit Ray.